# Alexander Rudnay Divékújfalusi
Alexander Rudnay Divékújfalusi (Szentkereszt/Kríž nad Váhom, 4 ottobre 1760 – Esztergom, 13 settembre 1831) è stato un cardinale e arcivescovo cattolico slovacco.

## Biografia
Nacque a Szentkereszt, in slovacco Kríž nad Váhom, oggi Považany, allora nel Regno d'Ungheria e oggi in Slovacchia, il 4 ottobre 1760, figlio di un giudice appartenente alla nobiltà minore.
Studiò al ginnasio di Nitra, poi a Presburgo, oggi Bratislava, quindi filosofia a Trnava, teologia a Buda e nel seminario generale di Presburgo.
Fu ordinato presbitero il 12 ottobre 1783 a Trnava e all'inizio dell'aprile del 1784 si laureò in teologia. Nel gennaio del 1785 fece il suo ingresso come cappellano nel villaggio di Častá.
In seguito fu a Hronský Beňadik, a Trnava e a Krušovce. Nel 1805 diventò canonico di Strigonio.
Nel 1806 fu nominato rettore del seminario di Trnava e professore di teologia, nel 1808 vescovo titolare, vicario generale dell'arcidiocesi di Strigonio.
L'8 marzo 1816 fu eletto vescovo di Alba Iulia e il 21 aprile dello stesso anno fu consacrato vescovo a Vienna dall'arcivescovo di quella città Sigismund Anton von Hohenwart.
Il 17 dicembre 1819 ricevette la bolla papale di nomina ad arcivescovo di Strigonio e primate d'Ungheria. Su richiesta dell'imperatore (1820) si trasferì con tutto il capitolo da Trnava a Strigonio. Fu membro del Consiglio dei Nobili, segretario della cancelleria reale e membro del Consiglio segreto. Fu alla corte di Vienna e promosse lo sviluppo della cultura slovacca. Nel 1820 il poeta Ján Hollý gli tributò una poesia encomiastica.
Fu un intellettuale illuminista, membro e mecenate della Società istruita slovacca, fondata da Anton Bernolák, sostenne i circoli vicini a Bernolák e i circoli slovacchi.
Fu uno dei pochi alti prelati di origini nobiliari, che non rinnegarono la propria nazionalità slovacca. Ciononostante nel 1822 diede inizio, con una spesa considerevole, alla costruzione della cattedrale di Strigonio, andata distrutta nel 1543 con l'invasione turca.
Papa Leone XII lo elevò al rango di cardinale in pectore nel concistoro del 2 ottobre 1826, pubblicato nel concistoro del 15 dicembre 1828. In quell'occasione Alexander Rudnay Divékújfalusi disse: «Sono slovacco e anche se fossi sul soglio di Pietro, rimango slovacco» (Slavus sum et si in cathedra Petri forem, slavus ero)
Non ricevette mai un titolo cardinalizio e non prese parte ad alcun conclave.
Morì il 13 settembre 1831, all'età di 70 anni, e fu sepolto nella cattedrale di Strigonio.

## Genealogia episcopale e successione apostolica
La genealogia episcopale è:
- Cardinale Scipione Rebiba
- Cardinale Giulio Antonio Santori
- Cardinale Girolamo Bernerio, O.P.
- Arcivescovo Galeazzo Sanvitale
- Cardinale Ludovico Ludovisi
- Cardinale Luigi Caetani
- Cardinale Ulderico Carpegna

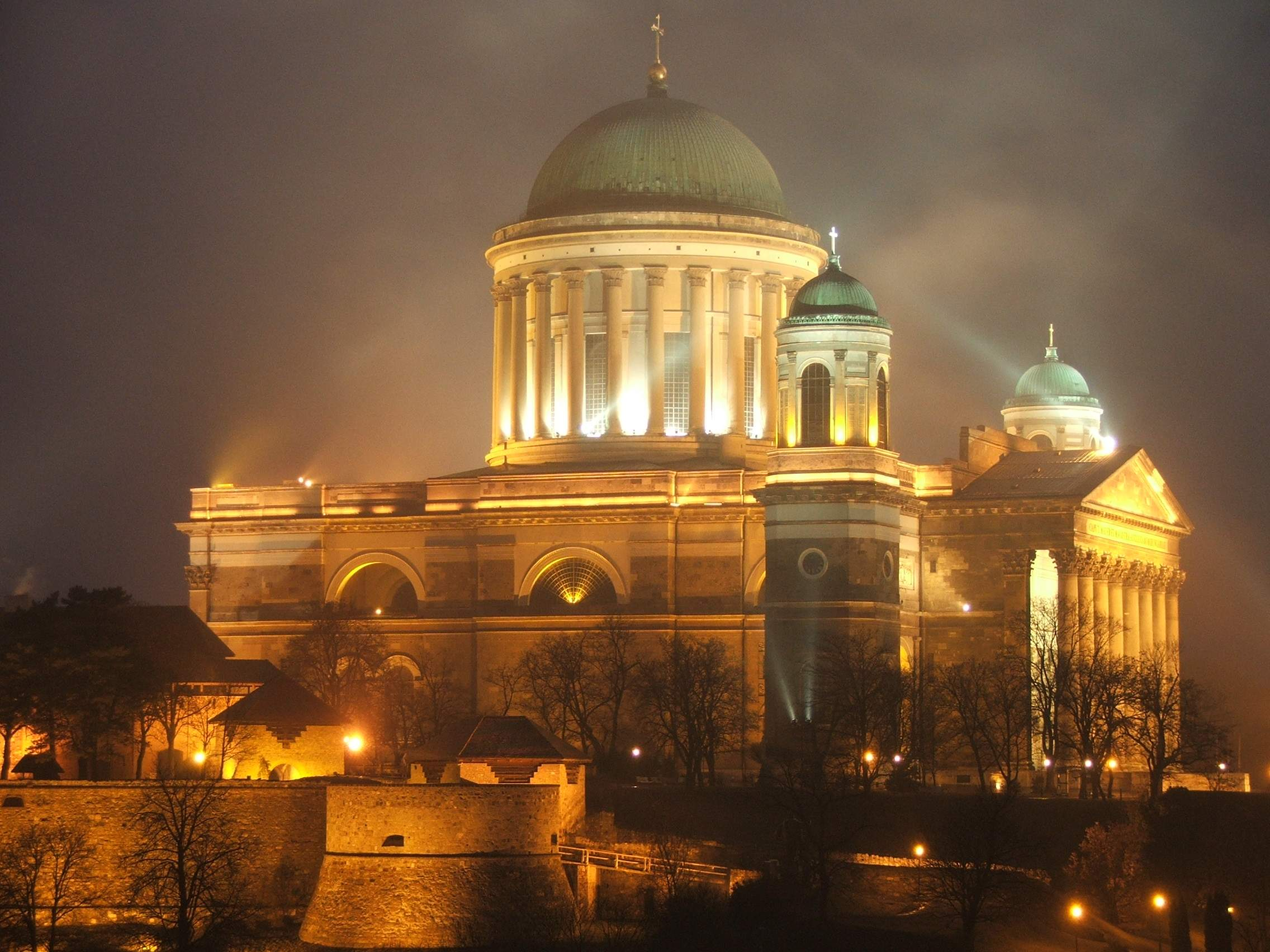
Cattedrale di Strigonio

- Cardinale Paluzzo Paluzzi Altieri degli Albertoni
- Cardinale Flavio Chigi
- Papa Clemente XII
- Cardinale Giovanni Antonio Guadagni, O.C.D.
- Cardinale Cristoforo Migazzi
- Arcivescovo Michele Leopoldo Brigido
- Arcivescovo Sigismund Anton von Hohenwart, S.I.
- Cardinale Alexander Rudnay Divékújfalusi

La successione apostolica è:
- Vescovo János Benyovszky (1820)
- Vescovo Peter de Ürményi (1820)
- Arcivescovo József Kopácsy (1822)
- Arcivescovo Ferenc di Paolo de Nádasdy-Fogaras (1824)
- Vescovo József de Belánsky (1824)
- Vescovo József Bélik (1824)
- Vescovo András Bőle (1825)
- Vescovo Alessio Jordansky (1831)